# Украинцы в Пермском крае
 Украинцы в Пермском Крае (укр. Українці Пермського краю) — собирательное название лиц украинской национальности, которые проживают на территории Пермского Края с первой половины XVIII века. Миграция украинцев в Пермский край не носила массового характера. По данным переписи 2010 года численность украинцев составляет 16 269 человек (0,6 % от всего населения края).

## История
Появление и закрепление украинцев в Приуралье в первой половине XVIII века связано в тот период с правительственной политикой военно экономического освоения земель на восточных границах Российского государства. Дальнейший процесс формирования украинского населения региона носил сложный по своим причинам и предпосылкам, поэтапный по своей структуре характер и достиг апогея к середине XX века.
Переселенческое движения вызванное аграрной реформой и хозяйственным освоением Российской империи в последней трети XIX – первой трети XX в. привело к массовому переселению украинских крестьян в Приуралье. Украинские крестьяне селились компактными группами, создавая отдельные ареалы и преимущественно моноэтнические населенные пункты. Поэтому этнокультурные контакты с представителями других народов были минимальными почти до середины XX в. Данная особенность способствовала длительному сохранению традиционного уклада жизни, в том числе языка. В первой переписи 1897 года национальность, как известно, фиксировалась именно по языковому принципу, поэтому можно утверждать, что люди, записавшиеся в Оренбургской, Уфимской, Пермской и Казанской губерниях «малороссами» (более 49 тысяч), называли украинский язык родным.
Самая активная фаза миграции украинского населения началась только в середине XX века и носила не аграрный, а индустриальный характер. Поэтому украинское население изначально складывалось здесь как население городское. В годы Второй мировой войны, при эвакуации промышленности с Украины в Пермь переехало большое число украинцев. Тенденция перенаселения украинских специалистов по распределению в Пермский край сохранилась и после войны. Прибывающие с Украины трудовые мигранты (инженерно-технические сотрудники, рабочие на предприятия, научная и творческая интеллигенция) оставались активными носителями языка еще в 1960–1970-е годы.
В 1960–1970-х годах в результате политики оптимизации «неперспективных» хозяйств значительная часть старинных населенных пунктов исчезла, широкий размах получила практика подселения или расселения местного населения, межэтнические и межкультурные контакты активизировались.
Так же следует отметить, что большую роль в формировании украинской диаспоры сыграла пенитенциарная система сначала Российской империи, потом Советского Союза. С XVIII по XX век в Пермский край с Украины на поселение высылали осужденных, некоторые из них оставались в Пермском уезде. По закону 1869 года на каторгу в Сибирь направляются только каторжные из Сибири и зауральских частей Пермской и Оренбургской губерний. Осуждённые на каторжные работы вместо отсылки в Сибирь помещаются в каторжных тюрьмах (так называемых «централах») — Новоборисоглебской, Новобелгородской, Илецкой, Виленской, Пермской, Симбирской и Псковской, двух Тобольских и Александровской близ Иркутска.
В период 1930—1956 годов тюрьмы Пермского края входили в подразделение ГУЛаг. После войны в Пермских тюрьмах сидели украинские диссиденты, философы, поэты, религиозные деятели, ученые, те, кто оказывал ненасильственное сопротивление режиму. Были здесь и видные представители национально-освободительных движений на Украине. Многим из них запрещено было возвращаться на Украину и они оставались в Пермском крае.
Последняя волна миграции с Украины началась в 2014 году из-за войны на Украине. 19 сентября 2014 года  в Пермский край прибыло 1172 человека в составе 9 организованных групп.

## Численность
Динамика численности украинцев Пермского края по данным переписей населения:
|          | 1959 чел. | %        | 1989 чел. | %        | 2002 чел. | % от всего | 2010 чел. | % от всего |
| -------- | --------- | -------- | --------- | -------- | --------- | ---------- | --------- | ---------- |
| всего    | 2992876   | 100,00 % | 3091481   | 100,00 % | 2819421   | 100,00 %   | 2635276   | 100,00 %   |
| Украинцы | 71985     | 2,41 %   | 45711     | 1,48 %   | 25948     | 0,92 %     | 16269     | 0,62 %     |

По результатам переписей населения максимальная численность украинцев в Пермском крае достигала в 1959 году и составляла 71985 человек.